# AGS JH15
Der AGS JH15 war ein Formel-2-Rennwagen, der 1978 von AGS entwickelt und gebaut wurde. Das Auto lief bis 1981 bei einzelnen Rennen.

## Technik
Der JH15 war ein Rennwagen in Schalenbauweise, anspruchslos und konventionell. Konstrukteur war Christian Vanderpleyn. Als Motor kam eine BMW-M12-Maschine zum Einsatz. Das Getriebe stammte von Hewland. AGS stellte zwei Exemplare des JH15 her; sie hatten die Fahrgestellnummern 021 und 022.

## Renneinsätze

### Formel-2-Europameisterschaft
Sein Renndebüt gab der Wagen beim Osterrennen in Thruxton. Am Steuer saß der Franzose Richard Dallest, der den Wagen zwar ins Ziel brachte, aber nicht klassiert wurde. Der JH15 war ein schwerfälliges und vor allem langsames Auto. Dallest und der zweite Fahrer von AGS, José Dolhem, mühten sich die gesamte Saison mit dem Boliden. Die finanziellen Mittel von AGS waren beschränkt, eine Weiterentwicklung des Fahrzeuges durch Testfahrten war nur bedingt möglich. Daher blieben die Erfolge fast vorhersehbar aus. Die beste Platzierung für den JH15 blieb der elfte Platz von Dallest beim Grand Prix de Nogaro. Der JH15 blieb als Ersatzwagen bis 1981 erhalten. Sein letztes Formel-2-Rennen bestritt der JH15 im Juli 1981 beim Gran Premio del Mediterraneo im sizilianischen Enna. Richard Dallest wurde hier Achter.

### Aurora-AFX-Formel-1-Serie
1979 erschien der JH15 bei einem Rennen der Aurora-AFX-Formel-1-Serie. Das AGS-Werksteam meldete den Wagen im Juli 1979 unter der Bezeichnung Motul Nogaro für Alain Couderc zum Nogaro Grand Prix auf dem Circuit Paul Armagnac. Couderc qualifizierte sich für die Rennteilnahme und hielt sich gegen die starke Konkurrenz, die großenteils mit Cosworth DFV-Achtzylindern ausgerüstet war, 42 Runden lang im Rennen. Dann brach die Kupplung, ein Defekt, der bei AGS in der Saison 1979 wiederholt auftrat. Couderc musste das Rennen vorzeitig beenden. Es war der erste Kontakt des AGS-Teams mit der Formel 1 und der einzige Anlauf, den ein AGS-Fahrer in der Aurora-Serie unternahm.